# Фегурень
Фегурень (рум. Făgureni) — село у Страшенському районі Молдови. Адміністративно підпорядковане місту Страшени.

## Населення
За даними перепису населення 2004 року у селі проживали 770 осіб.
Національний склад населення села:
| Національність   | Кількість осіб | Відсоток   |
| ---------------- | -------------- | ---------- |
| молдавани румуни | 739 21         | 96,0% 2,7% |
| росіяни          | 7              | 0,9%       |
| українці         | 3              | 0,4%       |
| Всього           | 770            | 100%       |